# Troglohyphantes bureschianus
Troglohyphantes bureschianus là một loài nhện trong họ Linyphiidae.
Loài này thuộc chi Troglohyphantes. Troglohyphantes bureschianus được miêu tả năm 1975 bởi Deltshev.